# はたともこ
はた ともこ（1966年〈昭和41年〉8月26日 - ）は、日本の政治家、薬剤師・ケアマネジャー。参議院議員（1期）を務めた。2009年6月に戸籍名を、秦 知子から「はた ともこ」に改名した。

## 来歴
広島県福山市出身。岡山県在住。広島県世羅郡甲山町立宇津戸小学校、広島大学附属福山中学校・高等学校、明治薬科大学薬学部卒業。
2000年・2003年の総選挙に岡山5区から民主党公認で立候補するが落選。2007年の第21回参議院議員通常選挙に比例区から立候補するが落選した。
2011年11月10日、参議院議長・西岡武夫の死去により、参議院議員に繰り上げ当選。
2012年、野田内閣の消費増税方針に反発し、7月2日に民主党に離党届を提出し、7月3日に受理された。同月11日、国民の生活が第一の結党に参加した。
HPVワクチンの定期接種化に反対の立場をとり、2013年3月29日成立の改正予防接種法では、全国会議員中ただ1人反対した。2016年2月には著書『HPV ワクチンは必要ありません』・2021年2月『HPVワクチンは必要ありません/子宮頸がんはHPV検査・細胞診の定期検診と、適切な治療で予防できます』を著した。
全国子宮頸がんワクチン被害者連絡会事務局長の日野市議会議員池田利恵は2013年当時、議会一般質問において、はたともこ議員の国会答弁の影響により子宮頸がんは併用検診でほぼ100％発見され、適切な治療でおおむね 100％治癒するとの見解を持っていることが示された。
同年7月の第23回参議院議員通常選挙に、「国民の生活が第一」の流れを汲む生活の党より比例区に出馬するが、同党からは比例区の当選者が出ず落選。
同選挙後、山本太郎の公設第一秘書に就任。
2016年6月、山本太郎事務所を退職。2017年10月の立憲民主党結党以来、立憲民主党の活動を支え、2018年7月に立憲パートナーズ登録。
2021年9月、立憲民主党の岡山5区支部長に内定。同年10月の第49回衆議院議員総選挙に同区から立候補したが、自民党の加藤勝信に次点で敗れた。
2022年6月7日、立憲民主党が同年7月10日の第26回参議院議員通常選挙に比例区ではたを擁立すると発表した。開票の結果、立憲民主党の候補者の中で13番目の得票となり落選。
2022年12月28日に改正公職選挙法が施行されるのに伴い、12月13日の立憲民主党の常任幹事会で、次期衆院選において岡山3区からの出馬が内定した。
2024年10月の第50回衆議院議員総選挙では、岡山3区で加藤に敗れ、比例復活もならず落選。

## 選挙歴
| 当落 | 選挙                     | 執行日         | 年齢 | 選挙区       | 政党       | 得票数    | 得票率 | 定数 | 得票順位 /候補者数 | 政党内比例順位 /政党当選者数 |
| ---- | ------------------------ | -------------- | ---- | ------------ | ---------- | --------- | ------ | ---- | ------------------ | ---------------------------- |
| 落   | 第42回衆議院議員総選挙   | 2000年06月25日 | 33   | 岡山県第5区  | 民主党     | 5万7368票 | 30.79% | 1    | 2/3                | 9/3                          |
| 落   | 第43回衆議院議員総選挙   | 2003年11月09日 | 37   | 岡山県第5区  | 民主党     | 6万9908票 | 38.32% | 1    | 2/3                | 5/4                          |
| 繰当 | 第21回参議院議員通常選挙 | 2007年07月29日 | 40   | 参議院比例区 | 民主党     | 4万7937票 | ーー   | 48   | /                  | 23/20                        |
| 落   | 第23回参議院議員通常選挙 | 2013年07月21日 | 46   | 参議院比例区 | 生活の党   | 2万1441票 | ーー   | 48   | /6                 | 6/0                          |
| 落   | 第49回衆議院議員総選挙   | 2021年10月31日 | 55   | 岡山県第5区  | 立憲民主党 | 3万1467票 | 22.37% | 1    | 2/3                | 13/2                         |
| 落   | 第26回参議院議員通常選挙 | 2022年07月10日 | 55   | 参議院比例区 | 立憲民主党 | 1万8208票 | ーー   | 50   | /                  | /                            |
| 落   | 第50回衆議院議員総選挙   | 2024年10月27日 | 58   | 岡山県第3区  | 立憲民主党 | 5万9781票 | 28.94% | 1    | 2/3                | 6/3                          |